# Ernest Peter Burger
Ernest Peter Burger (1 de septiembre de 1906 – 9 de octubre de 1975) fue un germano-estadounidense que actuó como saboteador para Alemania durante la Segunda Guerra Mundial y luego desertó a los Estados Unidos. Como ciudadano naturalizado de los Estados Unidos que regresó a Alemania durante la Gran Depresión, Burger fue reclutado junto con otros siete por la Abwehr para la Operación Pastorius, la cual buscaba sabotear objetivos en los Estados Unidos en 1942.
Sin embargo, tras ser desplegado, él y el compañero saboteador George John Dasch desertaron y traicionaron a los otros seis agentes ante el Federal Bureau of Investigation. Tras algunos litigios, un tribunal militar condenó a muerte a los ocho agentes, pero el presidente Franklin D. Roosevelt conmutó la sentencia de Burger a cadena perpetua. En 1948, el presidente Harry S. Truman concedió a Burger clemencia ejecutiva con la condición de su deportación a la zona de ocupación estadounidense en Alemania, donde falleció en 1975.

## Biografía
Nacido en Augsburg, Burger era tornero de profesión. Se unió a los Freikorps Oberland a los 15 años y se afilió al Partido Nazi a los 17. En 1923, participó en el Beer Hall Putsch. Burger emigró a Estados Unidos en 1927 y se convirtió en ciudadano estadounidense en 1933. Vivió en los Estados Unidos durante varios años, incluso sirviendo en la Guardia Nacional del Ejército de Michigan y en la Guardia Nacional del Ejército de Wisconsin. Durante la Depresión, Burger regresó a Alemania, se reincorporó al Partido Nazi y se convirtió en ayudante de campo de Ernst Roehm, el jefe de las tropas de asalto nazis. Más tarde, escribió un artículo crítico sobre la Gestapo, lo que le valió diecisiete meses en un campo de concentración. En 1941, Burger fue liberado y reclutado en la Wehrmacht. Sirvió en un campo de prisioneros de guerra en Berlín, donde custodiaba prisioneros yugoslavos y británicos. A pesar de su historial como sobreviviente de un campo de internamiento nazi y el acoso de su esposa por parte de miembros del Partido Nazi, Burger fue reclutado por la Abwehr, la organización de inteligencia de la Alemania nazi. Participó en la Operación Pastorius, un plan por el cual ocho saboteadores alemanes debían ser transportados por submarino a Estados Unidos. Burger y los demás desembarcaron con la intención de dañar objetivos económicos de los Estados Unidos.

### Detención, juicio y deportación
George John Dasch, otro agente alemán, llamó a Burger a su habitación de hotel en un piso superior y abrió una ventana, diciendo que hablarían y, si no estaban de acuerdo, "solo uno de nosotros saldrá por esa puerta, el otro volará por esta ventana". Dasch le dijo que no tenía intención de seguir adelante con la misión, que odiaba el nazismo y que planeaba denunciar el complot al FBI. Burger aceptó desertar a los Estados Unidos de inmediato.
Excepto Burger, ninguno de los otros agentes alemanes sabía que habían sido traicionados. Durante las siguientes dos semanas, Burger y los otros seis fueron arrestados. El director del FBI, J. Edgar Hoover, no mencionó que Dasch se había entregado y se atribuyó el crédito por descubrir la red de espionaje. Los saboteadores fueron juzgados y condenados por espionaje. Todos fueron sentenciados a ejecución por electrocución; sin embargo, la sentencia de Burger fue conmutada por el presidente Franklin D. Roosevelt a cadena perpetua y la de Dasch a treinta años debido a su cooperación.
En 1948, el presidente Harry S. Truman concedió clemencia ejecutiva a Dasch y Burger con la condición de que fueran deportados a la zona de ocupación estadounidense en Alemania. No fueron bienvenidos de regreso en Alemania, ya que eran considerados traidores